# Sweden Hockey Games
Gli Sweden Hockey Games sono una competizione europea di hockey su ghiaccio che si tiene annualmente in Svezia.

## Storia
Dal 1996-1997 stagione sono inseriti nell'Euro Hockey Tour: pertanto vi partecipano la nazionale svedese, paese ospitante, russa, ceca e finlandese. Tra il 1992 e il 2004 al torneo fu invitato anche il Canada, che pur non partecipava - ovviamente - all'Euro Hockey Tour.
Fino al 2005 i giochi erano conosciuti come Sweden Hockey Games, mentre dal 2006 al 2011 la manifestazione cambiò nome in LG Hockey Games per l'ingresso del nuovo sponsor, la LG Electronics, nel comitato organizzatore.
Il torneo si tiene alla Stockholm Globe Arena, a Stoccolma. Il vincitore riceve la Globen Cup e per questo il torneo è talvolta chiamato anche "Sweden Globen Cup".

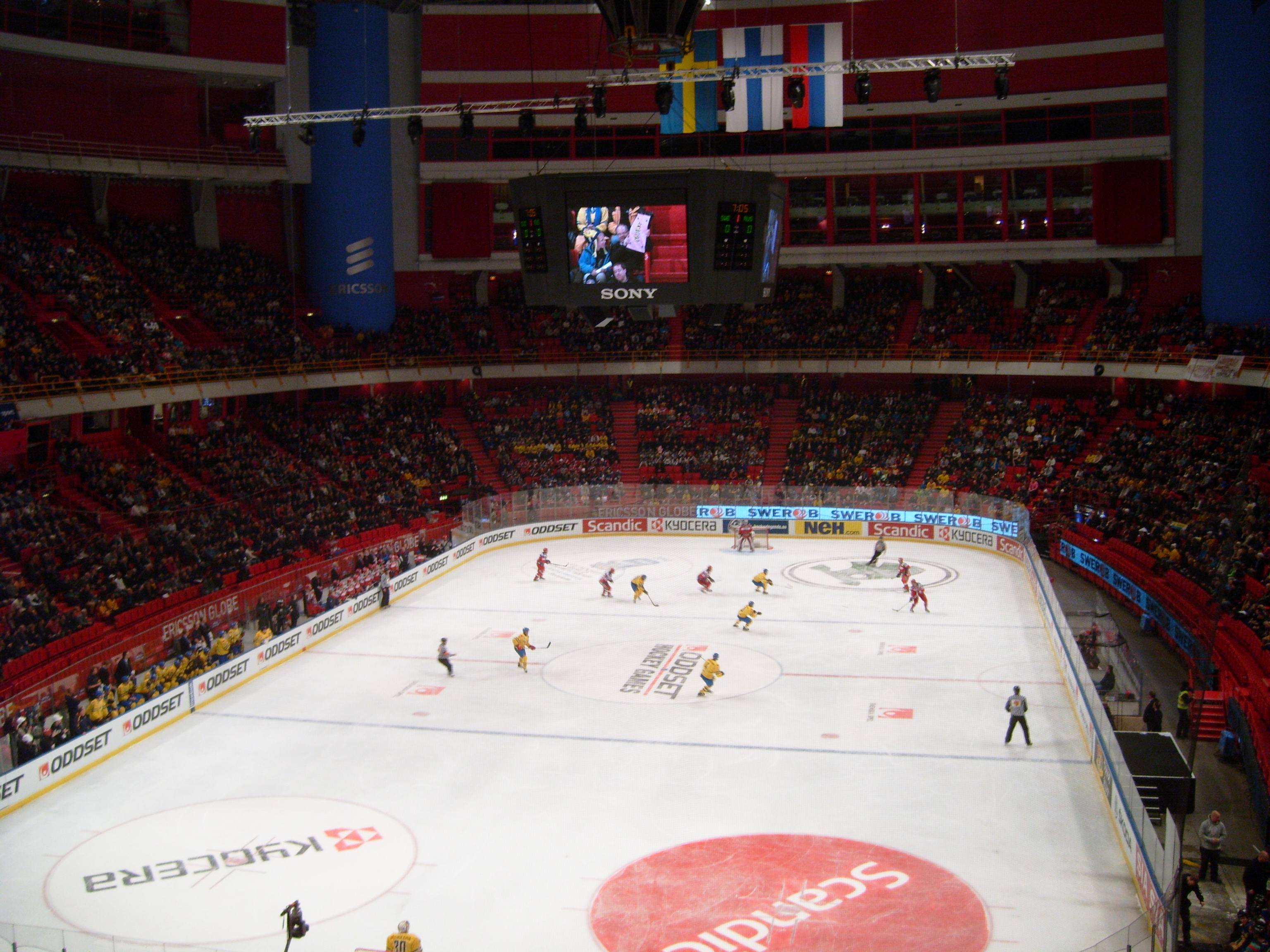
La Stockholm Globe Arena durante Svezia–Russia dell'edizione 2012

## Albo d'oro
Di seguito è riportato l'albo d'oro della competizione:
| Anno | Oro              | Argento                            | Bronzo         | 4º posto       | 5º posto  |
| ---- | ---------------- | ---------------------------------- | -------------- | -------------- | --------- |
| 1991 | Unione Sovietica | Svezia                             | Finlandia      | Cecoslovacchia | -         |
| 1992 | Canada           | Comunità degli Stati Indipendenti* | Cecoslovacchia | Svezia         | -         |
| 1993 | Svezia           | Rep. Ceca                          | Russia         | Canada         | -         |
| 1994 | Rep. Ceca        | Svezia                             | Canada         | Russia         | -         |
| 1995 | Svezia           | Russia                             | Rep. Ceca      | Canada         | -         |
| 1996 | Svezia           | Rep. Ceca                          | Russia         | Canada         | -         |
| 1997 | Finlandia        | Svezia                             | Russia         | Canada         | Rep. Ceca |
| 1998 | Svezia           | Rep. Ceca                          | Finlandia      | Russia         | Canada    |
| 1999 | Finlandia        | Svezia                             | Canada         | Rep. Ceca      | Russia    |
| 2000 | Finlandia        | Rep. Ceca                          | Canada         | Russia         | Svezia    |
| 2001 | Svezia           | Finlandia                          | Canada         | Rep. Ceca      | Russia    |
| 2002 | Svezia           | Rep. Ceca                          | Finlandia      | Russia         | Canada    |
| 2003 | Russia           | Svezia                             | Canada         | Finlandia      | Rep. Ceca |
| 2004 | Svezia           | Rep. Ceca                          | Russia         | Finlandia      | -         |
| 2005 | Svezia           | Rep. Ceca                          | Russia         | Finlandia      | -         |
| 2006 | Russia           | Finlandia                          | Svezia         | Rep. Ceca      | -         |
| 2007 | Svezia           | Russia                             | Rep. Ceca      | Finlandia      | -         |
| 2008 | Russia           | Finlandia                          | Svezia         | Rep. Ceca      | -         |
| 2009 | Svezia           | Russia                             | Finlandia      | Rep. Ceca      | -         |
| 2010 | Finlandia        | Rep. Ceca                          | Russia         | Svezia         | -         |
| 2011 | Svezia           | Russia                             | Finlandia      | Rep. Ceca      | -         |
| 2012 | Svezia           | Rep. Ceca                          | Russia         | Finlandia      | -         |
| 2013 | Finlandia        | Rep. Ceca                          | Russia         | Svezia         | -         |
| 2014 | Finlandia        | Svezia                             | Rep. Ceca      | Russia         | -         |
| 2017 | Russia           | Rep. Ceca                          | Svezia         | Finlandia      | -         |
| 2018 | Finlandia        | Svezia                             | Russia         | Rep. Ceca      | -         |
| 2019 | Rep. Ceca        | Russia                             | Svezia         | Finlandia      | -         |
| 2020 | Svezia           | Rep. Ceca                          | Finlandia      | Russia         | -         |
| 2021 | Russia           | Svezia                             | Finlandia      | Rep. Ceca      | -         |
| 2022 | Rep. Ceca        | Svezia                             | Svizzera       | Finlandia      | -         |
| 2023 | Svezia           | Finlandia                          | Rep. Ceca      | Svizzera       | -         |
| 2024 | Finlandia        | Svezia                             | Rep. Ceca      | Svizzera       | -         |
| 2025 | Finlandia        | Rep. Ceca                          | Svizzera       | Svezia         | -         |

- Comunità degli Stati Indipendenti = Squadra della Comunità degli Stati Indipendenti, ex-Unione Sovietica.

Le posizioni sono determinate in base alla classificazione ottenuta nel girone del torneo.

## Medagliere
| Squadra                                                     |    |    |   | Tot. |
| ----------------------------------------------------------- | -- | -- | - | ---- |
| Svezia                                                      | 13 | 7  | 5 | 25   |
| Finlandia                                                   | 7  | 3  | 7 | 17   |
| Unione Sovietica/ Comunità degli Stati Indipendenti/ Russia | 6  | 6  | 9 | 21   |
| Cecoslovacchia/ Rep. Ceca                                   | 2  | 13 | 3 | 18   |
| Canada                                                      | 1  | 0  | 5 | 6    |